# Sint-Andreaskerk (Kwintsheul)
De Sint-Andreaskerk staat in het dorp Kwintsheul van de gemeente Westland.

## Hulpkerk
Oorspronkelijk gingen de katholieke inwoners van Kwintsheul naar de kerk in het nabijgelegen Wateringen, tot in 1870 de eerste hulpkerk in Kwintsheul zelf werd gebouwd. Deze viel onder het kerkbestuur van Wateringen. De kerk werd toegewijd aan Sint Andreas, de naamheilige van de toenmalige pastoor van Wateringen, Andreas van Lottom. In 1872 werd een toren met luidklok aan de kerk gebouwd. Omdat dit een hulpkerk was, werd er geen pastorie naast gebouwd. De pastoor kwam voor de mis over uit Wateringen.

## Nieuwe kerk
In 1890 werd Kwintsheul door de Bisschop van Haarlem tot zelfstandige parochie verheven. De nieuw aangestelde pastoor en zijn kerkbestuur lieten daarop een nieuwe kerk met pastorie bouwen op de plaats van de oude hulpkerk. Deze werd met grote voortvarendheid gebouwd en kon al op 1 oktober 1893 in gebruik worden genomen. De driebeukige kerk werd ontworpen door architect J.H. Tonnaer uit Delft.
Van de oude beschildering is alleen nog het schilderwerk op de zoldering van het schip
over, langs de rand het Onze Vader in gotische letters; geschilderd door Theodorus Martinus Kokxhoorn (1864-1934) schilder en dichter uit Kwintsheul.
De toren is voorzien van twee luidklokken uit 1871 en 1955. In 1900 schonk een gul echtpaar, ter gelegenheid van hun gouden huwelijksviering een orgel aan de kerk, dat was gemaakt door de bekende orgelbouwer P.J. Adema.
In 1951 werd het kerkgebouw vergroot door Nicolaas Molenaar jr. Het oude priesterkoor werd volledig herbouwd met aan weerszijden twee transepten, waardoor driehonderd zitplaatsen meer konden worden gecreëerd. Het Adema-orgel werd in 1952 geheel gerestaureerd en gemoderniseerd. In 2004 volgde een nieuwe restauratie.
In 2003 werd de parochie van Kwintsheul weer samengevoegd met de twee parochies van Wateringen.

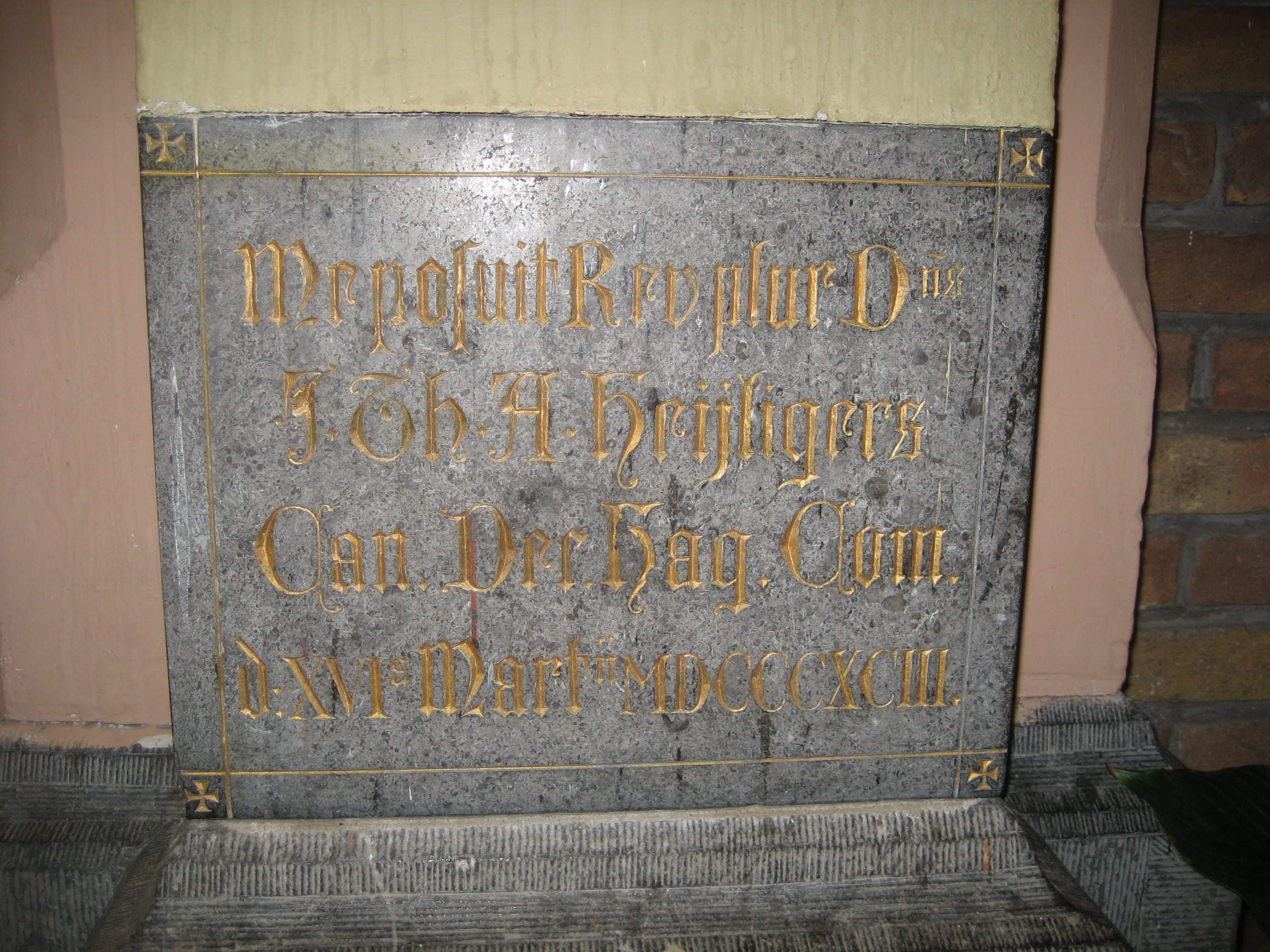
Eerste steen (1893)
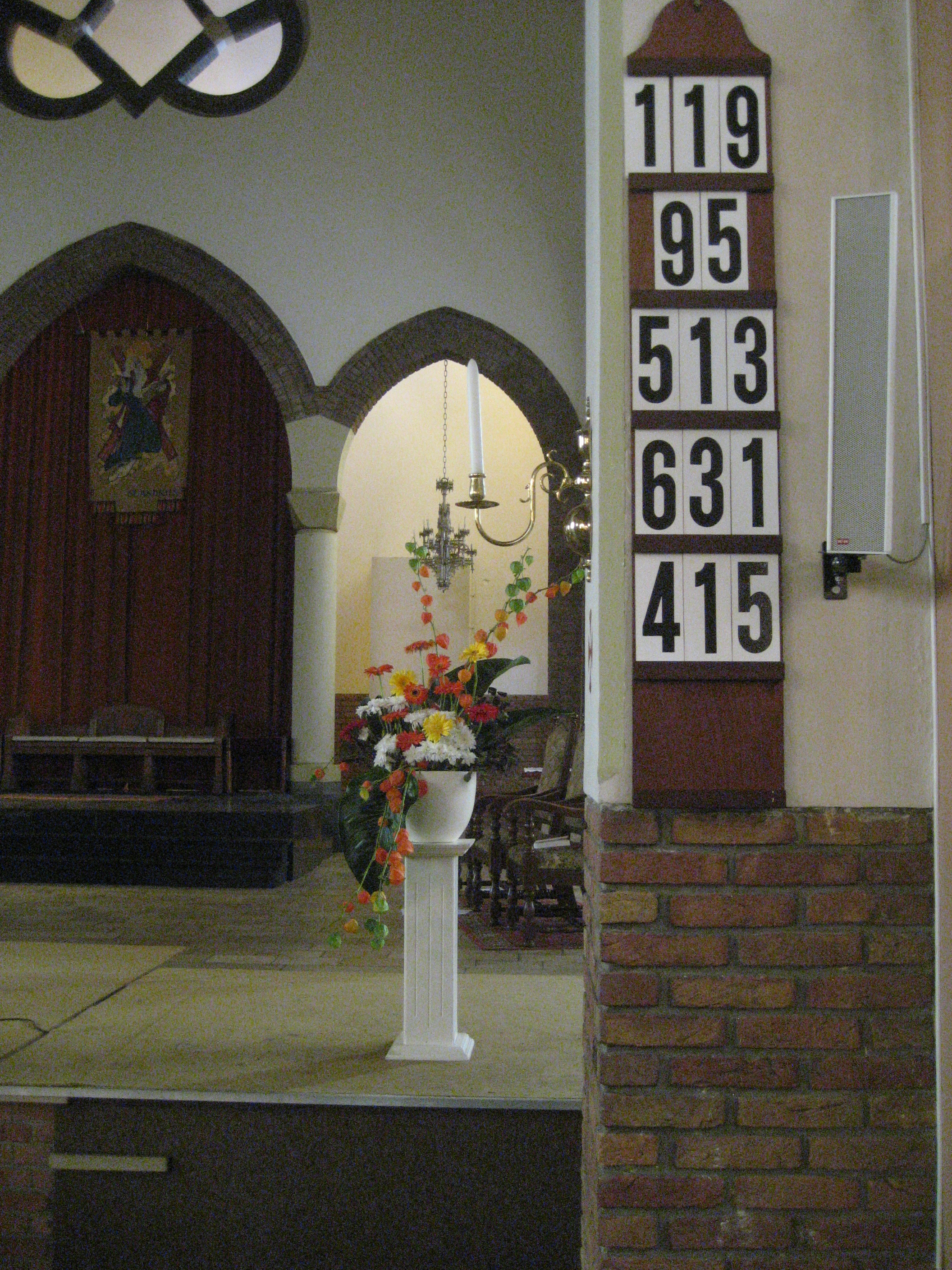
Gezangenbord